# Energa HEAT-RFL-73N
Energa HEAT-RFL-73N – belgijski nasadkowy granat przeciwpancerny produkowany przez firmę MECAR SA.
Granat Energa HEAT-RFL-73N może być miotany przy pomocy dowolnego karabinu kalibru 7,62 mm NATO z urządzeniem wylotowym o średnicy 22 mm, przy pomocy naboju ślepego. Prędkość początkowa granatu jest równa 50 m/s. Zasięg maksymalny wynosi 250 m, skuteczny 150 m. Zalecana przez producenta odległość od celu to 100 m dla celi nieruchomych i 75 m dla ruchomych. Granat posiada głowicę kumulacyjna przebijającą pancerz stalowy o grubości do 275 mm lub warstwę betonu o grubości 600 mm. Posiada zapalnik uderzeniowy, działający przy kącie uderzenia do 70°.
Granat HEAT-RFL-73N był używany przez armię belgijską i eksportowany do niektórych krajów afrykańskich.